# Diocesi di Sura
La diocesi di Sura (in latino Dioecesis Surena seu Surana) è una sede soppressa del patriarcato di Antiochia e una sede titolare della Chiesa cattolica.

## Storia
Sura, identificabile con Suriya nell'odierna Siria, è un'antica sede episcopale della provincia romana della Siria Eufratense nella diocesi civile d'Oriente. Faceva parte del patriarcato di Antiochia ed era suffraganea dell'arcidiocesi di Gerapoli, come attestato da una Notitia episcopatuum del VI secolo.
Sono cinque i vescovi conosciuti di questa antica diocesi. Uranio prese parte al sinodo di Antiochia del 445, durante il quale fu giudicato l'operato di Atanasio di Perre, in seguito al quale fu deposto dalla sua sede. Uranio si fece rappresentare al concilio di Calcedonia del 451 dal suo metropolita Stefano di Gerapoli. Marion, vescovo monofisita, prese parte alla consacrazione di Severo di Antiochia nel 512 e fu espulso dalla sua sede per ordine di Giustino I nel 518. A lui succedette un altro vescovo monofisita, Sergio. Un ulteriore vescovo monofisita fu Giovanni, vissuto all'epoca di Giacomo Baradeo, metropolita di Edessa dal 541 al 578. Infine un vescovo anonimo è documentato all'epoca dell'invasione della Siria da parte del re persiano Cosroe I.
Dal XVII secolo Sura è annoverata tra le sedi vescovili titolari della Chiesa cattolica; la sede è vacante dal 27 gennaio 1973.

## Cronotassi

### Vescovi greci
- Uranio † (prima del 445 - dopo il 451)
  - Marion † (prima del 512 - 518 espulso) (vescovo monofisita)
  - Sergio † (vescovo monofisita)
- Anonimo † (menzionato nel 540/545)
  - Giovanni † (tra il 541 e il 578) (vescovo monofisita)

### Vescovi titolari
- Louis Quémeneur † (13 agosto 1697 - ?)
  - Alexander John Grant † (16 settembre 1727 - 19 settembre 1727 deceduto) (vescovo eletto)
- William Egan † (8 marzo 1771 - 1774 succeduto vescovo di Waterford e Lismore)
- Paolo Antonio (Raimondo di San Giuseppe) Boriglia (Roviglia), O.C.D. † (6 marzo 1803 - 7 luglio 1816 deceduto)
- Étienne-Raymond Albrand, M.E.P. † (24 febbraio 1849 - 22 aprile 1853 deceduto)
- Henri-Louis-Charles Maret † (22 luglio 1861 - 15 settembre 1882 nominato arcivescovo titolare di Naupacto)
- Domenico Tempesta, O.F.M.Ref. † (22 dicembre 1882 - 14 marzo 1887 nominato vescovo di Trivento)
- Pietro Paolo de Marchi, O.F.M.Obs. † (13 febbraio 1889 - 30 agosto 1901 deceduto)
- Antônio Augusto de Assis † (10 luglio 1907 - 29 novembre 1909 succeduto vescovo di Pouso Alegre)
- Angelo Balzano † (29 aprile 1909 - 12 dicembre 1910 deceduto)
- Ignaz Rieder † (2 gennaio 1911 - 7 ottobre 1918 confermato arcivescovo di Salisburgo)
- Jean-François-Étienne Marnas † (10 marzo 1919 - 19 marzo 1921 succeduto vescovo di Clermont)
- John Joseph Swint † (22 febbraio 1922 - 11 dicembre 1922 nominato vescovo di Wheeling)
- Vlaho Barbić † (20 dicembre 1923 - 18 novembre 1928 deceduto)
- István Hász † (28 febbraio 1929 - 27 gennaio 1973 deceduto)